# Малафиев, Андрей Иванович
Андрей Иванович Малафиев (14 января 1992, Айкино, Усть-Вымский район, Республика Коми) — российский лыжник, призёр чемпионата России. Мастер спорта России.

## Биография
Начал заниматься лыжным спортом с семи лет в родном селе у тренера Кузнецова Игоря Адольфовича. С 2010 года тренировался в Сыктывкаре у Нутрихина Андрея Владимировича. Представляет Республику Коми и спортивное общество «Динамо».
На юниорском уровне завоевал ряд медалей российских первенств, в том числе золотые — в 2011 году в гонке на 50 км среди 21-летних, в 2013 году в эстафете среди 23-летних.
На уровне чемпионата России стал бронзовым призёром в 2014 году в эстафете в составе сборной Коми.
Становился призёром чемпионата СЗФО, призёром этапов Кубка России.